# 法拉庫馬薩
法拉庫馬薩（法語：Farakou Massa），是馬里的城鎮，位於該國西南部，由塞古區的塞古省負責管轄，距離塞古49公里，面積109平方公里，2009年人口14,314，人口密度每平方公里130人。